# Demosthenesia microphylla
Demosthenesia microphylla là một loài thực vật có hoa trong họ Thạch nam. Loài này được (Hoerold) A.C.Sm. mô tả khoa học đầu tiên năm 1936.